# رینوسا تامائولیپاس
رینوسا (به اسپانیایی: Reynosa) از شهرهای کشور مکزیک است که در ایالت تامائولیپاس قرار دارد و جمعیت آن طبق سرشماری سال ۲۰۱۰ میلادی ۶۰۸٬۸۹۱ نفر بوده است.